# Paál Zoltán (író)
Paál Zoltán (Sajóvárkony, 1913. március 3. – 1982. szeptember 29.) kohász, író, az Arvisurák szerzője. László Gyula neves magyar régész Paál Arvisura-elméletét és Szalaváré Tura történetét „népmesének” minősítette. Paál tevékenységét egyes hazai kutatók az ezotéria tárgykörébe sorolják.[forrás?]

## Élete
Felmenői palóc kézművesek, anyai ágon pedig a Felvidéken egykoron megtelepedett Sturman családnak a leszármazottja. 1924-1928 között a Putnoki Polgári Fiúiskola tanulója volt. Édesapja halála miatt azonban az iskolát nem fejezte be, az Ózdi Vasgyárban kezdett dolgozni. Innen átlagon felüli képességei miatt a Rimamurány-Salgótarjáni Vasmű Rt. Bányászati és Kohászati Szakiskolájába irányították, amit 1933-ban fejezett be. Két gyermeke született, akik közül Attila fiát tragikus körülmények közt veszítette el, nem sokkal a halála előtt, Éva lánya ma is él Ózdon.

## Az Arvisurák
Saját önéletírása szerint 1944 decemberében munkaszolgálatra hívták be, és többedmagával Németország felé irányították. Egy ötvenfős szovjet ejtőernyős partizáncsoport, amely akkoriban a Sajó és Vág vidékére érkezett, Paál Zoltánt véletlenszerűen megszöktette e menetből. A partizáncsapat egyik fiatal tagja volt Szalaváré Tura, akinek  a manysi fősámán volt nagyapja. Tura mesélt először Paál Zoltánnak az Arvisurák létéről a szlovákiai hegyek közötti bujdosás során. Átadta az Arvisurák világlátását, majd egy rögtönzött medvetoron ősi hagyomány alapján beavatta. Tura kiválasztottnak nevezte Paál Zoltánt, aki hevesen tiltakozott. Később mindketten német fogságba estek, fogságban átélték Drezda bombázását. Tura a háború vége előtt nem sokkal Szombathelynél egy bombatámadásban meghalt.
Tíz évvel a háború után Paál Zoltán már rendszeresen írni kezdett, majd belépett az Ózdi Irodalmi Körbe. Végül megszületett Vérrel pecsételve című regényének első kézirata (melynek munkacíme Joli-Tórem boglárja volt).
Munkáiból, melyek a Hun Törzsszövetség hatezer éves krónikáját örökítik meg, 1972-ben kiadásra került a történetek első kisebb gyűjteménye, majd a nyolcvanas években több bővített kiadása is megjelent szamizdatok formájában. Legteljesebb változata 1998-ban jelent meg a Püski Kiadó gondozásában. A hatalmas, több ezer oldalas kézirat egy része 1980-ban Kanadában is megjelent magánkiadásban.
Paál Zoltán elképzeléseit az Arvisurákról a magyar tudományos élet nem fogadja el. László Gyula egy 1976. február 27-én kelt levelében az Arvisurákat egy "megszállott ember balga meséjének" nevezte.

## Művei
- Paál Zoltán: Arvisura: a palócok regevilága. Ózd, 1977.[6]
- Paál Zoltán: A palócok regevilága: magyar ősgeszta. Ózd, 1985.[7][8]
- Paál Zoltán: Ős féran (férfi-női) névadó naptár. (Gépirat).[9]
- Paál Zoltán: Arvisura - igazszólás : mondák, regék, népi hagyományok a palóc kézművesek világából I-II. 1997-1998. Püski, ISBN 963-9040-65-7
- Paál Zoltán: Arvisura - igazszólás : mondák, regék, népi hagyományok a palóc kézművesek világából I-II. 2. jav., bőv., átszerk. kiad. 2003. Püski, ISBN 963-9337-94-3
- Paál Zoltán: Arvisura - igazszólás : mondák, regék, népi hagyományok a palóc kézművesek világából I-II. 3. kiadás 2005. Püski, ISBN 963-9906-71-9
- Paál Zoltán: A palócok regevilága Ózd, 1970-es évek - az Arvisura egy részének első ismert rövid, gépelt, nyers változata szkennelve - https://web.archive.org/web/20170808233821/http://www.kincseslada.hu/magyarsag/content.php?article.498
- Paál Zoltán: Vérrel pecsételve (348. Arvisura) 2007. Sprint Nyip. Kft., ISBN 978-963-06-3070-2